# Leptaulus daphnoides
Leptaulus daphnoides là một loài thực vật có hoa trong họ Cardiopteridaceae. Loài này được Benth. mô tả khoa học đầu tiên năm 1862.